# Misuzu Kaneko
Teru Kaneko, conocida como Misuzu Kaneko (Senzaki-mura, ahora parte de Nagato, Prefectura de Yamaguchi;11 de abril de 1903-10 de marzo de 1930) fue una poetisa y compositora japonesa. Senzaki es un pueblo principalmente pescador, apoyado particularmente en la pesca de sardinas japonesas. Las escenas relacionadas con la pesca y el mar usualmente aparecen nombradas en sus poemas.

## Biografía
La carrera de Kaneko como escritora de poesía para niños comenzó seriamente a la edad de 20 años. Poco tiempo después ella se convirtió en la gerente y única empleada de una pequeña librería en Shimonoseki, un pueblo ubicado en el extremo sur de Honshu. Fue allí donde descubrió una serie de revistas que representaban lo mejor dentro del boom en la literatura para niños y que en esos momentos solicitaban historias y versos para ofrecer a sus lectores. Kaneko envió varios poemas, cinco de los cuales, entre ellos "Los Peces", fueron aceptados para su publicación en los números de septiembre de 1923 en cuatro de estas revistas. A lo largo de los siguientes cinco años ella publicó más de 51 poemas.
Se divorció de su marido luego de enterarse de que éste había contraído una enfermedad venérea en una de sus muchas visitas a los burdeles. En principio su marido accedió a que ella criara en solitario a su hija, pero posteriormente cambió de idea e intentó obtener la custodia de la niña. En protesta, ella se suicidó, escribiendo una carta a su marido antes de hacerlo, pidiéndole que dejara que fuera la madre de Kaneko la que criara a la niña. Kaneko ha sido comparada con Christina Rossetti.
En 1982 Setsuo Yazaki dio a conocer la existencia de tres cuadernos que contenían 512 poemas escritos a mano por la propia Kaneko. La totalidad de la colección fue publicada por la Oficina Editorial JULA en una antología compuesta por 6 volúmenes.
Hay edición española de su poesía: MISUZU, Kaneko: El alma de las flores, edición bilingüe, traducción, selección y prólogo de Yumi Hoshino y María José Ferrada, cubierta de Marco Recuero, Gijón, Satori, 2019.